# Голубев, Николай Алексеевич
Николай Алексеевич Голубев (1902—1958) — начальник 2-го отдела Главного экономического управления (ГЭУ) НКВД СССР, генерал-майор (1945).

## Биография
Родился в русской семье бухгалтера. Окончил 3 класса Лефортовского городского училища, и ещё окончил 4 класса Александровского коммерческого училища. В 1918—1921 служил в РККА. Член РКП(б) с 1920 по 1921, выбыл автоматически, затем член ВКП(б) с 1937.
В 1921—1930 старший делопроизводитель подразделений войск ВЧК—ГПУ—ОГПУ в Москве. В 1930—1938 помощник уполномоченного, уполномоченный Экономического управления ОГПУ при СНК СССР, уполномоченный, оперуполномоченный I отделения Экономического отдела, оперуполномоченный отделения Контрразведывательного — III отдела ГУГБ НКВД СССР, помощник начальника Отделения Главного экономического управления НКВД СССР. В 1939—1940 начальник III отделения I отдела Главного экономического управления НКВД СССР, начальник Контрольно-заградительного отдела НКВД по Ленинградскому военному округу на Финском фронте, временно исполняющий обязанности начальника II отдела Главного экономического управления НКВД СССР. В 1940—1941 начальник II отдела Главного экономического управления НКВД СССР, начальник Управления НКВД по Ростовской области. В 1941—1945 начальник Управления НКВД по Воронежской области. В 1945—1947 уполномоченный НКГБ—НКВД—МГБ—МВД СССР по Молдавской ССР. В 1947—1948 главный уполномоченный СМ СССР при Гознаке. В 1948—1950 начальник I отдела Главного управления по борьбе с бандитизмом МВД СССР. С марта 1950 на пенсии. 
В 1955 генерал-майор запаса МО СССР Голубев Н.А. привлекается в качестве свидетеля на процессах по реабилитации тех осужденных по политическим статьям, в следствии по делам которых он принимал непосредственное участие в 1937-38 годах в качестве оперуполномоченного 13-го Отделения 3-го Отдела ГУГБ НКВД СССР.  
"ПРОТОКОЛ допроса свидетеля
24 ноября 1955 г. Военный прокурор отдела Главной Военной Прокуратуры майор юстиции Ермаков допрашивал нежепоименованного в качестве свидетеля с соблюдением ст.ст. 162-168 УПК РСФСР
ФИО. Голубев Николай Алексеевич
Возраст 1902 г, Месторождения Москва
4. Место работы, должность и звание: генерал-майор в запасе Министерства обороны СССР
5. семейное положение — женат
7. национальность — русский
8. образование — среднее
10. происхождение — из служащих
11. не судим
12. член КПСС с 1937 года
13. Постоянное место жительства и точный адрес: г. Москва, Дорогомиловская наб, дом ½ кв._
ПОДПИСКА: В соответствии со ст. 164 УПК РСФСР я предупрежден об уголовной ответственности по ст.ст. 92 и 95 УК РСФСР за отказ от дачи показаний и за дачу ложных показаний. 
По настоящему делу я могу показать следующее:
Следствие по делу антисоветской вредительской организации в системе Главсельмаша возникло в 1937 году на основании показаний арестованных тогда органами НКВД по Ростовской области быв. директора завода сельхозмашиностроения Ростовсельмаш Глебова-Авилова и быв. диркектора ВИСХОМа, работавшего также на Ростовсельмаше Равва. — Вначале по показаниям Глебова-Авилова был арестован быв. Главный инженер Главсельмаша Небылицкий и инженер Шапс, которые в процессе следствия дали показания о существовании в Главсельмаше и ВИСХОМе антисоветской вредительской организации. На основании этих показаний по Главсельмашу и ВИСХОМу были проведены аресты лиц изобличенных в антисоветской вредительской работе. В том числе был арестован и привлечен к следствию директор ВИСХОМа Шапиро и нач. планового Отдела Тверцын. В следствии по делу этих лиц я принимал участие. 
На поставленные мне вопросы как велось следствие по делам Тверцына и Шапиро показываю, что как и все дела в то время на основании существовавших установок руководства 3-го Отдела ГУГБ НКВД велось ускоренным и упрощенным методом,и темпами,  выражавшимся в том, что допросы арестованных осуществлялись без фиксирования соответствующими протоколами. Требовалось, чтобы арестованному не предъявлялось никаких изобличающих его документов. От арестованного на основании предъявления ему в общей форме обвинения в антисоветской работе выбивались признания. После этого на основании собственноручных показаний арестованного составлялся обобщенный протокол, который предъявлялся для подписи арестованному. Этот протокол ложился в основу обвинения. Кроме того к делу приобщались показания других арестованных по делу лиц таким же порядком. Никаких проверок правильности признательных показаний обвиняемых не производилось. В частности, не проводилось технических экспертиз, в подтверждение фактов вредительства, а также не допрашивались свидетели находящиеся на свободе. Очные ставки между арестованными производились в исключительных случаях по указанию руководства, а со свидетелями вообще не производились. Статья 206 УПК РСФСР объявлялась без предъявления следственного производства на что имелись специальные указания. — Все это полностью относилось и к делам арестованных Шапиро и Тверцына. — От следователя требовалось одно: как можно скорее закончить дело с тем чтобы выполнить требование руководства о передаче определенного количества дел на Военную Коллегию Верховного Суда.
В частности приведу характерный пример, свидетельствующий о поспешности в заканчивании следственных производств в целях погони за количеством дел представленных на Военную Коллегию. По этому признаку давалась оценка плохой или хорошей работы Отделений. Таким делом являлось дело руководителя антисоветской организации в системе автотракторной промышленности известного Дыбеца. Несмотря на то что от его показаний зависел дальнейший ход следствия по делу а/с организации, им возглавлявшейся, его осудили немедленно, не закончив исследования всех обстоятельств, вытекающих из его показаний и показаний других обвиняемых соучастников Дыбеца. 
Дыбец был по суду расстрелян и поэтому следствие было лишено возможности привлекать его как живого свидетеля в следствии по его делу.
И несмотря на это его показания являлись бесспорным доказательством виновности других обвиняемых. — Если в 1937—1938 годах я как рядовой оперативный работник впервые принимавший участие  в рассмотрении таких серьезных группов. контрреволюционных дел ни на минуту не сомневался в возможности ...ности этих дел, так как такова была общая ситуация в органах НКВД. Теперь в результате произшедших за последнее время событий в органах госбезопасности я вполне допускаю возможность необоснованного возбуждения и осуждения ряда невиновных людей в том числе и по делам которых мне приходилось вести следствие. —
Показания мною записаны собственноручно. /Голубев. 

24/XI 1955 года. Допросил. Военный прокурор отдела ГУГБ НКВД майор Ермаков." (Центральный Архив ФСБ России, архивное уголовное дело № Р-9855 (1938г.) лл. 85-86.)

### Звания
- лейтенант государственной безопасности (11.12.1935);
- старший лейтенант государственной безопасности (07.06.1939);
- капитан государственной безопасности (14.03.1940);
- майор государственной безопасности (01.03.1941);
- полковник государственной безопасности (14.03.1943);
- комиссар государственной безопасности (14.12.19430;
- генерал-майор (09.07.1945).

### Награды
- орден Ленина (21.02.1945);
- два ордена Красного Знамени (20.09.1943. 03.11.1944);
- орден Красной Звезды (21.02.19420;
- орден «Знак Почёта» (26.04.1940;[2]
- знак «Заслуженный работник НКВД» (04.02.1942);
- 4 медали.